# تایژو
تایژو (به لاتین: Taizhou, Jiangsu) یک شهر مرکزی در جمهوری خلق چین است که در جیانگسو واقع شده‌است.

## خصوصیات
تایژو ۵٬۷۸۷٫۲۵۴ کیلومترمربع مساحت و ۴٬۶۱۸٬۹۳۷ نفر جمعیت دارد.

## خواهرخوانده
شهرهای لور هوت، نورس و کوتکا خواهرخوانده‌های تایژو هستند.